# Cseh László (úszó, 1952)
Cseh László (Felsőgöd, 1952. március 14. – Budapest, 2020. augusztus 24.) magyar úszó, olimpikon (1968, 1972).  ifj. Cseh László úszó édesapja. Az első magyar úszó, aki a 100 méteres hátúszást egy percen belül teljesítette.

## Sportpályafutása
1968 és 1973 között hatszor nyert 100 méteres hátúszásban országos bajnoki címet. Összesen tizenháromszoros magyar bajnok. 1967-ben, a Linköpingben rendezett junior Európa-bajnokságon 100 méteres pillangóúszásban arany-, 100 méteres hátúszásban ezüstérmet szerzett. Ő volt az első magyar, aki a korosztályos kontinenstornák történetében dobogóra állhatott. Felnőtt világversenyen az 1973-ban, Belgrádban elért világbajnoki 5. hely és az 1970-ben, Barcelonában elért Európa-bajnoki 6. hely volt a legjobb helyezése. Részt vett az 1972-es müncheni olimpián, ahol 8. lett a férfi vegyesváltó tagjaként.

## Eredményei
- olimpia-8. (4 × 100 m vegyes, 1972)
- vb-5. (100 m hát, 1973)
- vb-8. (4 × 100 m vegyes, 1973)
- Eb-6. (100 m hát, 1970)
- Eb-7. (4 × 100 m vegyes, 1970)
- Eb-10. (100 m hát, 1974)
- Eb-20. (200 m hát, 1970)
- Eb-20. (100 m pillangó, 1970)
- ifjúsági Európa-bajnok (100 m pillangó, 1967)
- ifjúsági Eb-2. (100 m hát, 1967)

## Rekordjai
100 m hát
- 1:01,8 (Budapest, 1968. augusztus 13.) országos csúcs
- 1:01,2 (Budapest, 1969. augusztus 8.) országos csúcs
- 1:01,1 (Budapest, 1970. július 24.) országos csúcs
- 1:00,9 (Budapest, 1970. augusztus 21.) országos csúcs
- 1:00,7 (Budapest, 1971. július 3.) országos csúcs
- 59,9 (Budapest, 1971. augusztus 5.) országos csúcs
- 59,6 (Budapest, 1972. április 29.) országos csúcs
- 59,51 (Belgrád, 1973. szeptember 4.) országos csúcs

200 m hát
- 2:12,1 (Budapest, 1971. augusztus 8.) országos csúcs